# Acadia Parish
Acadia Parish is een parish in de Amerikaanse staat Louisiana.
De parish heeft een landoppervlakte van 1697 km² en telt 58.861 inwoners (volkstelling 2000). De hoofdplaats is Crowley. Ze grenst in het westen aan Jefferson Davis Parish, in het noorden aan Evangeline Parish en St. Landry Parish, in het oosten aan Lafayette Parish en in het zuiden aan de Vermilion Parish. Het is een van de 22 parishes die samen Acadiana of Cajun Country vormen.

## Plaatsen en gemeenten
| - Branch - Church Point - Crowley | - Egan - Estherwood - Evangeline | - Iota - Mermentau - Midland | - Morse - Rayne |